# 제라프샨강

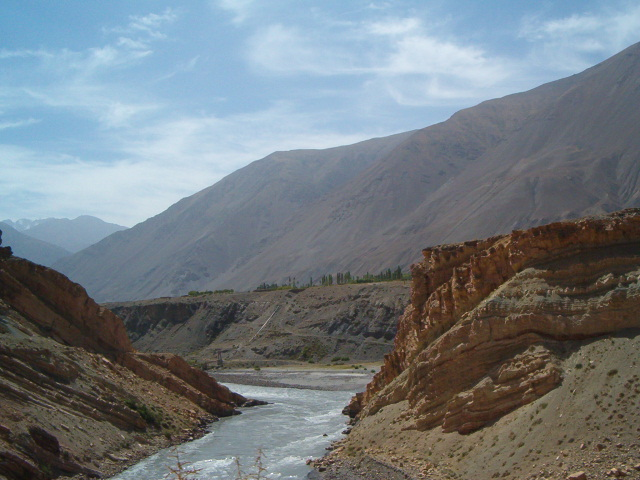
타지키스탄을 흐르는 제라프샨강

제라프샨강(우즈베크어: Zeravshon 제라프숀, 타지크어: Зарафшон 자라프숀)은 중앙아시아의 우즈베키스탄, 타지키스탄 사이를 흐르는 강으로 길이는 877 km이다. 제라프샨은 페르시아어로 "금이 퍼지는 곳"이라는 뜻을 가진 '자라프샨'(페르시아어: زرافشان)에서 유래된 이름이다.
타지키스탄의 파미르고원에서 발원하여 서쪽으로 약 300 km 정도를 흐른 다음에 판자켄트를 거쳐 우즈베키스탄으로 흘러들어간다. 우즈베키스탄 국경에서 북서쪽 방향으로 흐른 다음에 사마르칸트, 나보이, 부하라 인근을 거쳐 사막 지대까지 흐른다.

## 같이 보기
- 자라프샨